# Ruhmannsfelden
Ruhmannsfelden är en köping (Markt) i Landkreis Regen i Regierungsbezirk Niederbayern i förbundslandet Bayern i Tyskland.
Köpingen ingår i kommunalförbundet Ruhmannsfelden tillsammans med kommunerna Achslach, Gotteszell och Zachenberg.